# Pablo Alcalde
Pablo Alcalde Saavedra (3 de noviembre de 1952) es un ingeniero comercial y empresario, expresidente de La Polar y sindicado como el principal responsable de una de las estafas más grandes ocurridas en Chile, que afectó con pérdidas millonarias a miles de accionistas, clientes, bancos y bonistas.
Alcalde y los principales ejecutivos de la compañía ha sido acusados de manipular durante años la contabilidad a través de repactaciones unilaterales con a sus clientes con el propósito de mostrar altas utilidades en los balances financieros y así promover la compra de acciones por parte del público, mientras ellos las liquidaban a buenos precios en el mercado.
Una vez descubierta la farsa, la acción de la compañía cayó desde $2460 a $180 en tan solo unas pocas semanas, transformándose en el principal escándalo financiero ocurrido en Chile.
Pablo Alcalde ha sido procesado por entregar información falsa al mercado, información privilegiada y de lavado de activos.

## Familia y estudios
Nacido en una familia de seis hermanos, se formó en el colegio del Verbo Divino de Santiago y después estudió ingeniería comercial en la Universidad de Chile, donde compartió aulas con Bernardo Matte, Gastón Cummins, Julio Jaraquemada, Ricardo Brender y con su compañero de colegio Nicolás Eyzaguirre, ministro de Hacienda en 2000-2006.
Contrajo matrimonio con María Inés Lagos, con quien tuvo cinco hijos.

## Carrera empresarial

### Inicios
Tras salir de la universidad, en 1977, se incorporó como ejecutivo al Banco Constitución, que más tarde se transformó en el Edwards; allí permaneció diez años, llegando a ser gerente comercial y subgerente general.
Dejó la banca en 1987 para asociarse con uno de sus hermanos, Gonzalo, con quien formó la pesquera Andacollo.
 En 1990 dejó la empresa al mando de éste para asumir la vicepresidencia ejecutiva de Forus, compañía controlada por su primo hermano, el empresario y dirigente deportivo Alfonso Swett. Seis años más tarde volvió a los negocios personales junto a su familia, en medio de rumores sobre supuestas diferencias de estilo y de carácter con Swett.

### Paso por La Polar
En 1998 fue contactado por Raúl Sotomayor y Norberto Morita, líderes del fondo de inversión Southern Cross, el cual había cerrado recientemente la compra de La Polar, llamada oficialmente Comercial siglo XXI. Estos le encargaron entonces la gerencia general con la tarea de levantar la operación de la cadena de tiendas, que en ese momento contaba con 12 locales y unos 280.000-300.000 clientes.
Durante su administración la empresa logró un sostenido crecimiento, el cual le permitió posicionarse en el cuarto lugar del mercado chileno de tiendas por departamento por nivel de ventas. Asimismo, concretó su apertura a bolsa, en septiembre de 2003, lo que le permitió totalizar, un año más tarde, 24 locales.
En paralelo, Alcalde se convirtió en accionista de la compañía, primero a través de sistema de opción financiera y luego con la compra de una parte del paquete equivalente al 51 % enajenado por Southern Cross a comienzos de 2005. Esa posición la liquidaría en el curso de 2006, quedando en lo sucesivo como pequeño y ocasional accionista. En 2009 pasó a la presidencia del directorio y en 2010 impulsó la internacionalización de la empresa, objetivo que se materializó con la apertura de las primeras tiendas en Colombia.

#### Caso La Polar
Este proceso de explosivo crecimiento se vio abruptamente interrumpido a mediados de 2011, luego de que una demanda colectiva interpuesta por el estatal Servicio Nacional del Consumidor (Sernac) destapara una serie de prácticas ilícitas al interior de la empresa. El hecho, que alcanzó ribetes de escándalo nacional por implicar la repactación unilateral de deudas a cientos de miles de clientes, lo obligó a dejar su cargo e iniciar un largo periplo con el fin de probar su supuesta inocencia en el caso.
Desde el 16 de diciembre de dicho año hasta el 12 de abril de 2012 permaneció en prisión preventiva, medida adoptada por la jueza María Verónica Orozco para el periodo de ocho meses que se estipuló debía durar la investigación, que fue revocada al cumplirse la mitad de la medida cautelar por parte de la Corte de Apelaciones.
La jueza Orozco dictó luego reclusión nocturna contra Alcalde, que fue levantada en 2014, quedando solo con arraigo nacional, es decir, con libertad para viajar por todo Chile pero sin poder abandonar el país.
El 17 de abril de 2017 la Corte de Apelaciones de Santiago anuló la millonaria multa (25 mil UF, equivalentes a unos $662,8 millones de pesos chilenos al valor de ese día) que le había aplicado por la Superintendencia de Valores y Seguros.